# やさしくなりたい (永井真理子の曲)
「やさしくなりたい」は、永井真理子の15枚目のシングル。1991年11月25日に発売された。
明治乳業『明治ブルガリアヨーグルト』コマーシャルソング。

## 解説
1992年2月発売のバラード・ベスト・アルバム『yasashikunaritai』の先行シングルとして発売された。

## 収録曲
作曲：北野誠　編曲：根岸貴幸
1. やさしくなりたい
  - 作詞：亜伊林
2. Keep On Runnning
  - 作詞：陣内大蔵
3. やさしくなりたい（オリジナル・カラオケ）